# Меховине
Меховине је насеље у Србији у општини Владимирци у Мачванском округу. Према попису из 2022. било је 486 становника.
У селу се налази црква светог пророка Илије, саграђена 1873. године. То је најстарији храм у владимирачкој општини.
Овде се налази Споменик 17. пука.

## Галерија
- Црква Светог Илије
- Зграда МЗ
- Зграда сеоске школе
- Зграда сеоске школе
- Споменик погинулим ратницима 17. пешадијског пука
- Натпис на споменику
- Спомен гробље
- Спомен гробље

## Демографија
У насељу Меховине живи 469 пунолетних становника, а просечна старост становништва износи 38,5 година (36,8 код мушкараца и 40,1 код жена). У насељу има 130 домаћинства, а просечан број чланова по домаћинству је 3,55.
Ово насеље је великим делом насељено Србима (према попису из 2002. године), а у последња три пописа, примећен је пад у броју становника.
|  |

| Демографија | Демографија | Демографија |
| Година      | Становника  | Становника  |
| ----------- | ----------- | ----------- |
| 1948.       | 892         |             |
| 1953.       | 898         |             |
| 1961.       | 793         |             |
| 1971.       | 717         |             |
| 1981.       | 692         |             |
| 1991.       | 663         | 636         |
| 2002.       | 615         | 643         |

| Етнички састав према попису из 2002.‍ | Етнички састав према попису из 2002.‍ | Етнички састав према попису из 2002.‍ | Етнички састав према попису из 2002.‍ | Етнички састав према попису из 2002.‍ |
| ------------------------------------ | ------------------------------------ | ------------------------------------ | ------------------------------------ | ------------------------------------ |
|                                      |                                      |                                      |                                      |                                      |
| Срби                                 | Срби                                 |                                      | 601                                  | 97,72%                               |
| Роми                                 | Роми                                 |                                      | 6                                    | 0,97%                                |
| Црногорци                            | Црногорци                            |                                      | 4                                    | 0,65%                                |
| непознато                            | непознато                            |                                      | 3                                    | 0,48%                                |

| Година пописа     | 1948. | 1953. | 1961. | 1971. | 1981. | 1991. | 2002. |
| ----------------- | ----- | ----- | ----- | ----- | ----- | ----- | ----- |
| Број домаћинстава | 161   | 171   | 179   | 181   | 189   | 199   | 173   |

| Број чланова      | 1  | 2  | 3  | 4  | 5  | 6  | 7 | 8 | 9 | 10 и више | Просек |
| ----------------- | -- | -- | -- | -- | -- | -- | - | - | - | --------- | ------ |
| Број домаћинстава | 33 | 30 | 27 | 30 | 19 | 22 | 7 | 3 | 0 | 2         | 3,55   |

| Пол    | Укупно | Неожењен/Неудата | Ожењен/Удата | Удовац/Удовица | Разведен/Разведена | Непознато |
| ------ | ------ | ---------------- | ------------ | -------------- | ------------------ | --------- |
| Мушки  | 233    | 71               | 142          | 13             | 6                  | 1         |
| Женски | 258    | 45               | 147          | 58             | 8                  | 0         |
| УКУПНО | 491    | 116              | 289          | 71             | 14                 | 1         |

| Пол    | Укупно                    | Пољопривреда, лов и шумарство | Рибарство                            | Вађење руде и камена | Прерађивачка индустрија       |
| ------ | ------------------------- | ----------------------------- | ------------------------------------ | -------------------- | ----------------------------- |
| Мушки  | 163                       | 95                            | 0                                    | 0                    | 28                            |
| Женски | 92                        | 61                            | 0                                    | 0                    | 15                            |
| УКУПНО | 255                       | 156                           | 0                                    | 0                    | 43                            |
| Пол    | Производња и снабдевање   | Грађевинарство                | Трговина                             | Хотели и ресторани   | Саобраћај, складиштење и везе |
| Мушки  | 5                         | 5                             | 14                                   | 3                    | 5                             |
| Женски | 0                         | 0                             | 8                                    | 1                    | 0                             |
| УКУПНО | 5                         | 5                             | 22                                   | 4                    | 5                             |
| Пол    | Финансијско посредовање   | Некретнине                    | Државна управа и одбрана             | Образовање           | Здравствени и социјални рад   |
| Мушки  | 0                         | 0                             | 2                                    | 1                    | 2                             |
| Женски | 1                         | 0                             | 2                                    | 2                    | 2                             |
| УКУПНО | 1                         | 0                             | 4                                    | 3                    | 4                             |
| Пол    | Остале услужне активности | Приватна домаћинства          | Екстериторијалне организације и тела | Непознато            | Непознато                     |
| Мушки  | 3                         | 0                             | 0                                    | 0                    | 0                             |
| Женски | 0                         | 0                             | 0                                    | 0                    | 0                             |
| УКУПНО | 3                         | 0                             | 0                                    | 0                    | 0                             |